# Sydney
Sydney [sídni] je glavno mesto avstralske zvezne države Novi Južni Wales in največje ter najstarejše mesto Avstralije. Ustanovljeno je bilo leta 1788. Število prebivalcev širšega velemestnega območja po oceni leta 2019 presega pet milijonov ali več kot dve tretjini vseh prebivalcev Novega Južnega Walesa, s čimer je Sydney tudi največje mesto v vsej Oceaniji.
Mesto je pomembna turistična točka. Številni ga štejejo med najlepša in življenju najprijaznejša svetovna mesta, kljub temu, da so stroški prebivanja v njem med najvišjimi na svetu. Ima zanimivo pristanišče, lepo obalo, toplo in prijetno podnebje in svetovljansko kulturo. Svojo pomembnost je mesto še dodatno utrdilo leta 2000, ko so v njem potekale poletne olimpijske igre. 
V okolici današnjega mesta so se že pred prihodom Evropejcev naseljevali avstralski domorodci, Aboridžini. Nedaleč severno od mesta je leta 1770 pristal kapitan James Cook, odkritelj Avstralije. Ta kraj, zaliv Botany, je dandanes eno predmestij Sydneyja. Zgodovina mesta se začne leta 1788, ko je Arthur Phillip po nalogu britanske vlade ustanovil kazensko kolonijo za angleške in irske kaznjence. 
Največja znamenitost mesta je verjetno Sydneyjska opera (Sydney Opera House), ena najslavnejših zgradb 20. stoletja, ki je kot taka vpisana na Unescov seznam svetovne kulturne dediščine. Odprta je bila leta 1973 in stoji v sydneyskem pristanišču, čez katerega teče tudi znameniti Sydneyjski pristaniški most (Sydney Harbour Bridge). Znana je tudi plaža Bondi.

## Geografija
Kompaktno in razmeroma majhno poslovno središče mesta zaseda skalnat polotok v sydneyskem pristanišču ob vzhodni obali Avstralije, obdaja ga preostanek mestnega jedra, skoncentriranega ob pristanišču, ki se razprostira na površini približno 25 km². Preostanek širšega mestnega območja se razteza na ogromnem ozemlju med Modrim gorovjem na zahodu, jezerom Macquarie na severu in zalivom Botany Bay na jugu. Večina tega ima zaradi nizke cene zemljišč predmestni značaj in le tretjina ima status urbanega območja. Mesto obkrožajo tudi številni naravni parki. Geološko je ozemlje kotanja, ki se je v geološki preteklosti oblikovala zaradi raztezanja skorje, ki se je nato spustila in v začetku triasa napolnila z rečnimi sedimenti. Zaradi tega v podlagi prevladuje peščenjak. Le ob obali in na severu so nekoliko dvignjene planote, v katere so reke urezale doline, ki jih je ob obali nato poplavilo morje.

### Podnebje
Sydney ima vlažno subtropsko podnebje (Cfa) po Köppnovi podnebni klasifikaciji. Ima topla, včasih vroča poletja in hladne zime z dokaj enakomerno porazdelitvijo padavin skozi vse leto. Temperature zraka nad 35 ºC niso redek pojav pozno pomlad in poleti.

## Najvišje zgradbe v Sydneyju
1. Sydney Tower – 309 m
2. Citigroup Centre – 243 m
3. Chifley Tower – 240 m
4. MLC Centre – 228 m
5. Governor Phillip Tower – 227 m